# Anton Kolm

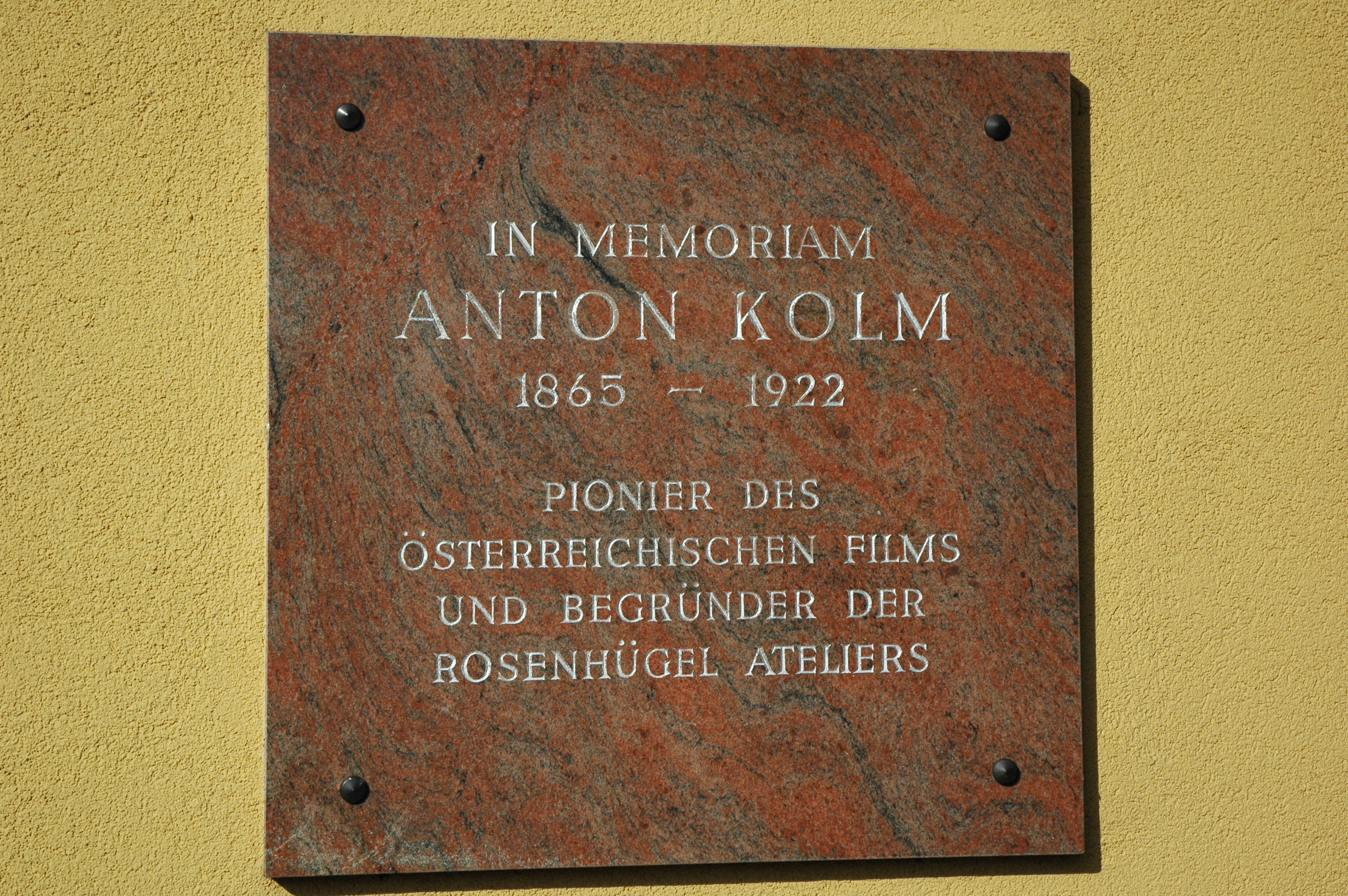
Gedenktafel an Anton Kolm an der Einfahrt zu den einst von ihm als Vita Film-Ateliers gegründeten Rosenhügel-Filmstudios.

Gustav Anton Kolm (* 12. Oktober 1865 in Wien, Kaisertum Österreich; † 11. September 1922 in Wien, Österreich) war ein österreichischer Fotograf, der als einer der ersten Filmregisseure und -produzenten in die österreichische Filmgeschichte einging.

## Leben
Ab 1906 fertigte der gelernte Fotograf privat bereits einige Kurzfilme an, die jedoch noch nicht für die Kinos bestimmt waren. Auf seine Aufbauarbeit hin gründete er gemeinsam mit Jacob Fleck und seiner Frau Luise Kolm 1910 die Erste österreichische Kinofilms-Industrie, die ein Jahr später in Wiener Kunstfilm-Industrie umbenannt wurde und lange Zeit führende Produktionsfirma Österreich-Ungarns, und später, Österreichs, blieb. Während er sich vor allem um die Finanzen und Leitung des Unternehmens kümmert, und nur bei einem Teil der hauseigenen Filmproduktionen aktiv mitwirkte, war seine Frau für die Kreativarbeit zuständig.
1919 gründete er die Wiener Kunstfilm-Industrie mit seiner Frau und finanzieller Unterstützung durch die Depositenbank als Vita-Film neu. Sogleich wurde mit der Errichtung der Rosenhügel-Ateliers begonnen, die bereits vor der kompletten Fertigstellung 1923 bespielbar waren. Diese Filmproduktionsgesellschaft produzierte dort unter anderem Großprojekte und Monumentalfilme wie Samson und Delila (1922), ging aber bereits 1924, wie viele andere europäische Filmproduktionsunternehmen aufgrund der enormen Konkurrenz durch US-amerikanische Filme zu dieser Zeit pleite.
Anton Kolm hatte mit Luise einen Sohn, Walter Kolm-Veltée, der selbst im Filmgeschäft tätig wurde und unter anderem an der Wiener Universität eine Filmakademie einrichtete.
Er ruht in einem ehrenhalber gewidmeten Grab auf dem Ober Sankt Veiter Friedhof (Gruppe C, Reihe 1, Nummer 1) in Wien, wie auch Luise (Aloisia) Kolm, Walter Kolm, Jacob Fleck, Louis und Johanna Veltee.

## Filmografie
Neben seinen Regie- und Produzentenarbeiten zeichnet er auch für zahlreiche (Kurz-)Dokumentarfilme und Wochenschauen verantwortlich.
als Regisseur
- 1910: Die böse Schwiegermutter
- 1911: Die Glückspuppe (gemeinsam mit Jacob Fleck, Luise Kolm und Claudius Veltée)
- 1911: Hoffmanns Erzählungen (gemeinsam mit Jacob Fleck, Luise Kolm und Claudius Veltée)
- 1911: Die Volkssänger
- 1912: Karl Blasel als Zahnarzt
- 1912: Trilby (gemeinsam mit Jacob Fleck, Luise Kolm und Claudius Veltée)

als Produzent
- 1911: Der Müller und sein Kind
- 1912: Der Unbekannte
- 1913: Johann Strauß an der schönen blauen Donau
- 1914: Frau Gertrud Namenlos
- 1914: Svengali
- 1915: Der Meineidbauer
- 1916: Auf der Höhe
- 1916: Die Landstreicher
- 1916: Mit Gott für Kaiser und Reich
- 1917: Mir kommt keiner aus
- 1917: Im Banne der Pflicht
- 1917: Der rote Prinz
- 1917: Der König amüsiert sich
- 1917: Der Schandfleck
- 1918: Gespenster
- 1918: Freier Dienst
- 1918: Die Jüdin
- 1918: Don Cäsar, Graf von Irun
- 1918: So fallen die Lose des Lebens
- 1919: Die Zauberin am Stein
- 1919: Der ledige Hof
- 1919: Die Ahnfrau
- 1920: Winterstürme